# Gran Teatre d'Alzira
El Gran Teatre d’Alzira és un centre dramàtic de la ciutat d'Alzira, inaugurat el 29 de setembre de 1921. Està ubicat a l'antiga placeta dels Porcs, avui de l'Alborxí.
En l'escenari del teatre, projectat inicialment com a teatre-circ, s'han interpretat obres teatrals i concerts de bandes, orquestres i corals, òperes i sarsueles, però també s'hi ha fet presentacions falleres i mítings polítics, nits de Premis Literaris, congressos i assemblees d'entitats i associacions, jocs florals, festivals infantils, pregons de la Setmana Santa i també combats de boxa i ha format part de la vida cultural de la ciutat al llarg del segle xx.

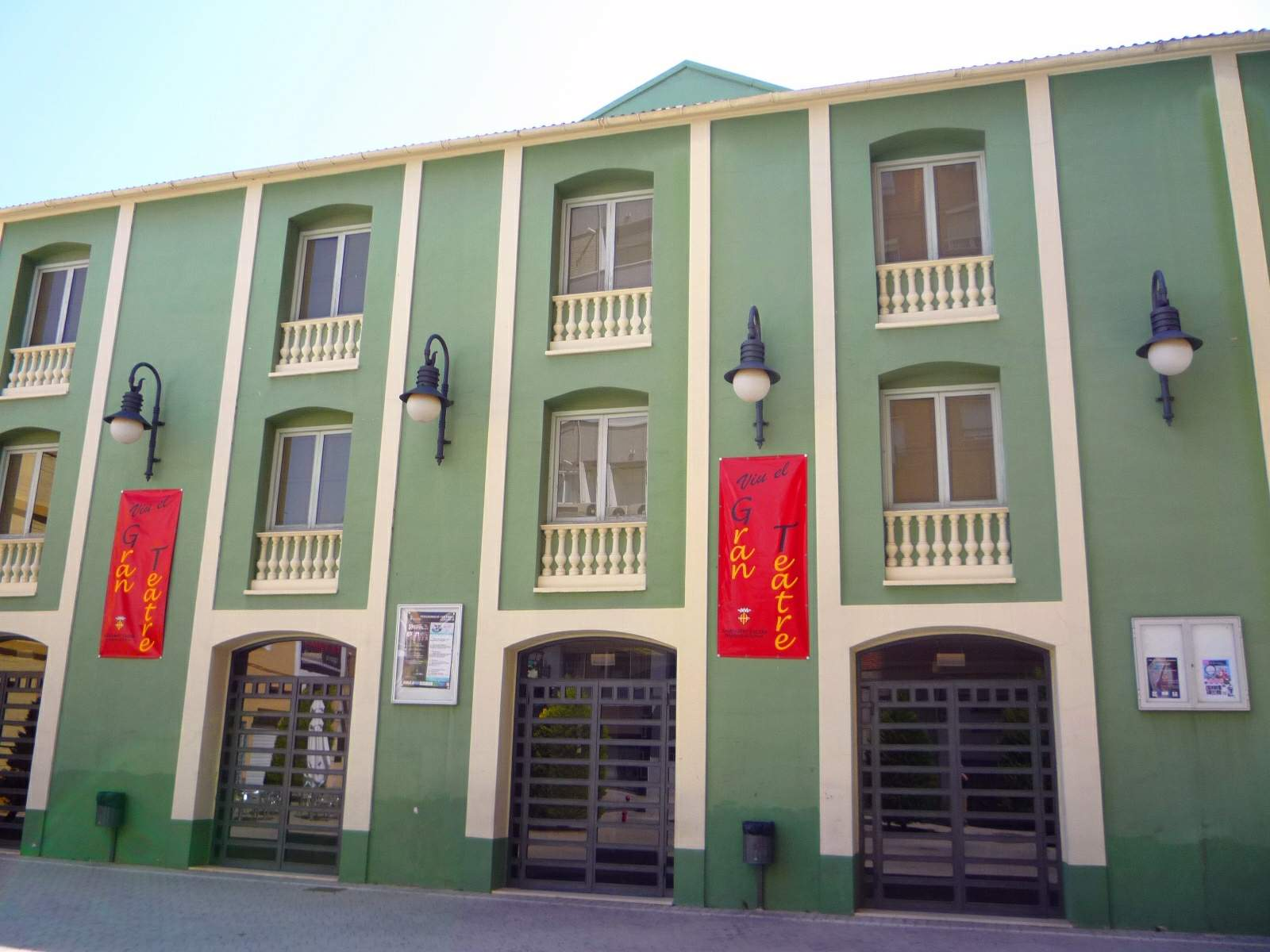

## Història
La construcció del teatre, sobre un terreny de 945 m² de titularitat municipal, fou sol·licitada l'any 1919 per Honorato Brunet, resident a París, que presentà un projecte de l'arquitecte Emili Ferrer Gisbert per construir una sala d'espectacles públics amb un cost de 75.000 pessetes; la Corporació municipal aprovà la sol·licitud. L’acord implicava permetre'n l'explotació durant 25 anys, després dels quals passaria a ser propietat de la ciutat. No podent complir amb els compromisos contrets, Brunet va cedir-ne els drets al veterinari de la localitat Carlos Plasencia, que va subrogar els drets a la Societat que es conformà amb els creditors. L’Ajuntament, que pretenia que amb el temps el Gran Teatre ajudés a finançar l'Hospital Municipal, n'assumí els drets al juny de 1921, un cop constituïda la Societat Gran Teatre.

## Inauguració
El 29 de setembre de 1921, a les nou del vespre, s'inaugurava el Gran Teatre amb la posada en escena de l'opera Maruxa, d'Amadeu Vives. Presidia la sala un gran teló, segurament obra del pintor Vicent Palau, en el qual es mostraven escenes de l'històric pont de Sant Gregori i de l'església de Santa Maria, avui dia desapareguts. Començava aleshores la història d'un edifici destinat a acompanyar la vida social i cultural de la ciutat al llarg d'un segle.

## Reformes i vicissituds
El 1956, per guanyar aforament, es projectà la construcció d'un nou amfiteatre –el que es conegué com la preferència– que es va dur a terme el 1958. Al gener de 1960 una gran nevada va malmetre considerablement l'immoble, que es va haver de reparar. El novembre de 1965 el Gran Teatre va cessar les activitats. A principis de 1980 un informe tècnic en declarà la ruïna parcial i, després d’una remodelació en profunditat, fou reinaugurat el maig de 1982. Al llarg de la dècada de 1980, però, va sofrir les inundacions pel trencament de la presa de Tous i les seqüeles de vents huracanats. I també diversos incendis importants, l'últim dels quals l'any 2004, quan es va cremar l'històric teló que representava el pont de Sant Gregori.

## Celebració del centenari
Coincidint amb el centenari del teatre s'ha procedit a fer una millora de les instal·lacions, duta a terme amb el suport de les institucions. Més enllà de la rehabilitació de l'edifici, s'han previst diverses activitats de celebració, entre les quals una exposició de fotografies i cartells, una guia didàctica, la publicació d'un llibre sobre la història d'aquest teatre i concerts especials de la Societat Musical d'Alzira. Tot i així, algunes d'aquestes activitats hauran de quedar posposades a causa de la pandèmia de Covid-19.
L'Ajuntament ha editat un calendari realitzat al Museu Municipal d’Alzira (MUMA), amb imatges que mostren diferents perpectives de la sala teatral –la façana, el pati de butaques, l'escenari, la barana de l’amfiteatre amb l'escut de la ciutat, la tramoia de la caixa escènica–, així com diferents actes que s'hi han celebrat i diferents moments al llarg de la vida cultural de la ciutat.